# Essey-lès-Nancy
Essey-lès-Nancy – miejscowość i gmina we Francji, w regionie Grand Est, w departamencie Meurthe i Mozela.
Według danych na rok 1990 gminę zamieszkiwało 7378 osób, a gęstość zaludnienia wynosiła 1283 osoby/km² (wśród 2335 gmin Lotaryngii Essey-lès-Nancy plasuje się na 55. miejscu pod względem liczby ludności, natomiast pod względem powierzchni na miejscu 942.).

## Populacja

Populacja Essey-lès-Nancy w latach 1962–2008